# Hispania cartaginesa

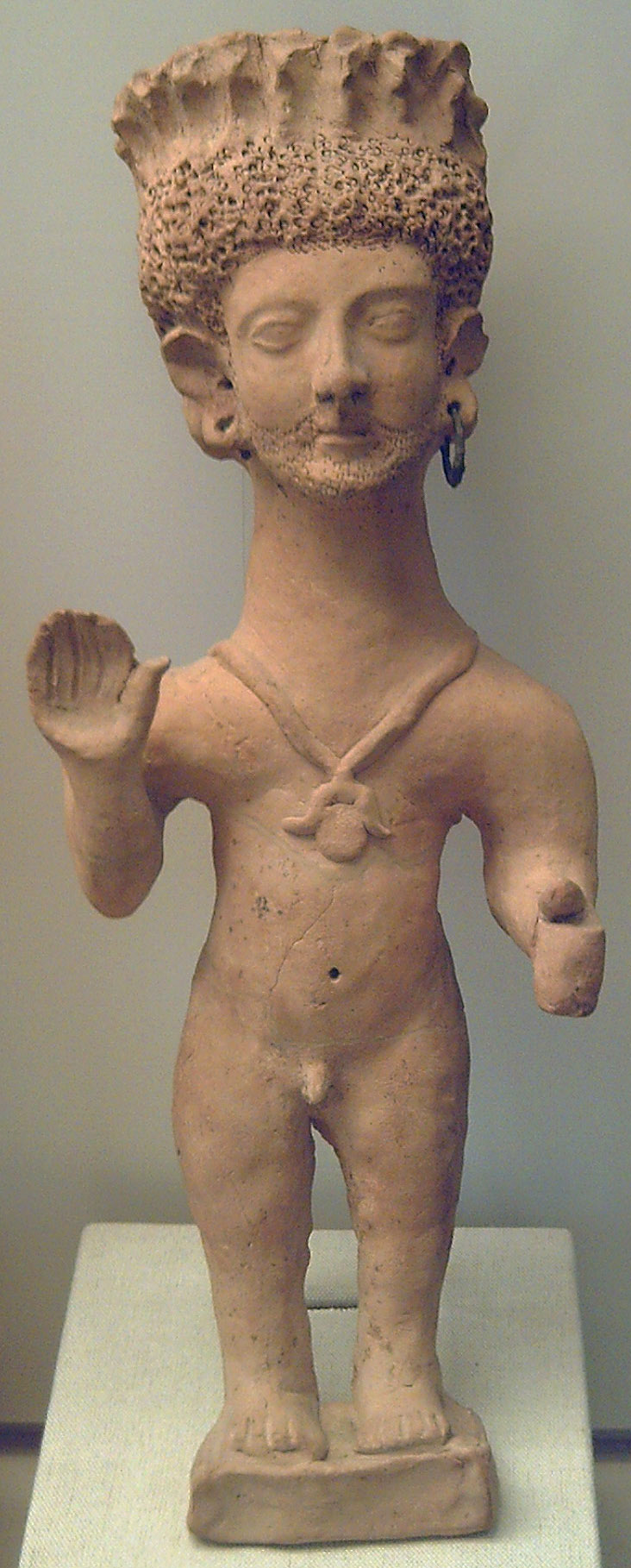
Terracota púnica procedente de Ibiza.

La Iberia cartaginesa fue un periodo de la historia antigua de la península ibérica que comenzó con el paso de la dirección de las colonias fenicias al Imperio cartaginés (coincidiendo con la caída de las antiguas metrópolis fenicias del Mediterráneo oriental, particularmente Tiro, ante Nabucodonosor II -572 a. C.-) y se mantuvo en el tiempo hasta su derrota frente a los romanos en la segunda guerra púnica (206 a. C.). Espacialmente se limitó a la mitad sur de la península ibérica. El topónimo Iberia era el usado en lengua griega, mientras que Hispania era el usado en latín por los romanos, derivado probablemente del topónimo fenicio-cartaginés y-spny ("costa del norte").
Cartago era la principal colonia fenicia, beneficiada por su posición central en el Mediterráneo. La bibliografía suele utilizar los adjetivos "semita" y "púnico" para referirse tanto a fenicios como a cartagineses.
La presencia cartaginesa en Iberia sucedió a la fenicia, que se remontaba a finales del II milenio a. C., con la fundación mítica de Gadir (Cádiz); aunque el periodo de formación efectiva de las colonias comenzaría en torno al siglo VIII a. C (Sexi -Almuñécar-, Abdera -Adra-). El no menos mítico reino de Tartessos fue el interlocutor indígena principal de los fenicios en el sur peninsular, particularmente rico en metales (oro, plata y cobre) muy demandados en Oriente. Las colonias fenicias obtuvieron el control de las rutas comerciales mediterráneas en competencia con las colonias griegas, que fueron excluidas de la zona del Estrecho de Gibraltar. Las rutas atlánticas fueron monopolizadas por los fenicios, que se beneficiaron del comercio de los metales (estaño de las islas británicas y Galicia).

## Talasocracia cartaginesa
Tras la batalla de Alalia (hacia 537 a. C.) Cartago se convirtió en la potencia dominante del Mediterráneo occidental (una verdadera "talasocracia" o gobierno de los mares), garantizándose también su presencia en las Baleares (muy anterior especialmente en las islas Pitiusas -los fenicios habrían fundado una colonia en la isla de Ibiza en el año 653 a. C.-) A partir de esta época Tartessos deja de tener existencia histórica, lo que podría deberse a su destrucción por parte de Cartago, aunque se han propuesto otras causas, endógenas, manifestadas de forma gradual (agotamiento de las vetas más fácilmente aprovechables, decadencia del comercio colonial fenicio, ruptura de la ruta terrestre del estaño -controlada ahora por los griegos de Massalia-), que habrían llevado a las culturas nativas de nuevo a una economía casi exclusivamente agrícola y ganadera, y al cambio tecnológico del bronce al hierro.
En esta etapa, en la que los cartagineses buscan nuevas rutas hacia el oeste (periplo de Himilcón), también surgieron nuevos asentamientos púnicos en la zona del Estrecho, como Rusadir (Melilla).

## Lucha por la hegemonía entre Roma y Cartago
La hegemonía cartaginesa se prolongó hasta mediados del siglo III a. C., cuando Roma consiguió vencer en la primera guerra púnica, imponiendo su presencia en Sicilia.
Para compensar las consecuencias de la derrota, la expansión territorial en la península ibérica era una opción muy ventajosa para Cartago, y de ello se encargó particularmente la poderosa familia Barca, dirigida por Amílcar. Este tuvo previamente que sofocar una revuelta de los mercenarios en África y formar un nuevo ejército principalmente formado por númidas. En 236 a. C. inició su expedición de conquista por Hispania, que mantuvo durante ocho años hasta su muerte en batalla el año 228 a. C. La base cartaginesa más importante fue Qart Hadasht, más tarde conocida por el nombre romano de Carthago Nova (hoy Cartagena), fundada en el 227 a. C. por su yerno Asdrúbal el Bello sobre la ciudad de Mastia.

## Gobierno de Aníbal

La primera medida de Aníbal, hijo de Amílcar, al asumir el gobierno de las bases cartaginesas en Iberia, fue aumentar y consolidar las ganancias territoriales alcanzadas por su cuñado Asdrúbal y por su padre. Durante el primer año, 221 a. C., dominó a los pueblos de la región del Tajo. Al año siguiente, capturó Helmántica (Salamanca) y Arbucala (Toro), capital de los vacceos. En el camino de vuelta a Qart Hadast venció a una coalición de pueblos de la Meseta en territorio de los carpetanos (la denominada batalla del Tajo).
Utilizó, como más tarde en su expedición a las Galias y a Italia, una caballería con dos unidades básicas, pesada y ligera, y los honderos baleares (que Roma incorporó posteriormente a sus ejércitos). El cuerpo principal de infantería era proveniente de Cartago y de otras zonas del norte de África, al que se le sumaron jinetes locales. Tras la derrota cartaginesa en la primera guerra púnica, el ejército cartaginés fue reorganizado por Jantipo, comandante espartano, que introdujo la falange macedonia. Aníbal incorporó la utilización de unidades tácticas ágiles propia de los romanos, así como la espada de los legionarios en lugar de las espadas cortantes de iberos y galos. Su arma más espectacular, nueva en Europa, fue el uso del elefante de guerra.

### Conflicto de Sagunto

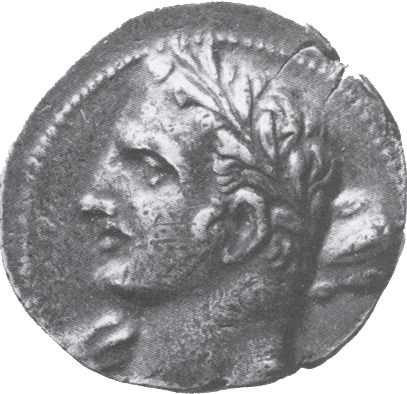
Retrato de Aníbal en el anverso de una moneda.

Tras llegar a un acuerdo con Asdrúbal sobre sus respectivas esferas de influencia (al norte y sur del Ebro -tratado del Ebro, 226 a. C.-), los romanos habían intervenido discretamente en la colonia griega de Saguntum (Sagunto), al sur del Ebro, pero a la que consideraban incluida en su alianza con la colonia griega de Massilia (Marsella), consiguiendo que sus partidarios tomaran el poder en la ciudad, siguiendo el mismo patrón de "interferencia benevolente" que anteriormente habían ejercido en Sicilia antes de la primera guerra púnica. Roma ofreció garantías a Sagunto de que quedaba bajo su protección frente a la expansión cartaginesa.

Aníbal cruzando los Alpes.

Tras dispersar sus tropas al final del año 220 a. C., Aníbal pasó el inverno en Qart Hadasht, en compañía de Asdrúbal y, probablemente, de su hermano menor, Magón. Allí trazaron sus planes de invasión de Italia cruzando los Alpes. En 219 a. C. el ejército cartaginés, apoyado por contingentes locales (especialmente por los turboletas, vecinos y enemigos de los edetanos de la zona mediterránea), atacó Sagunto, cuyas murallas ciclópeas resistieron un asedio de ocho meses. La denuncia de la crueldad de los saqueos y masacres que pusieron fin a su resistencia fue convenientemente utilizado como propaganda por los romanos, y ha quedado reflejado en las fuentes históricas. Una gran parte del botín fue enviada a la metrópolis cartaginesa. Las noticias de la victoria de Aníbal llegaron a Roma al mismo tiempo que volvían los enviados romanos a Cartago (218 a. C.) con la respuesta de que no se respetaría ningún tratado entre Roma y Sagunto. Quinto Fabio Máximo, el líder de la delegación romana, había pedido que escogiesen "paz o guerra". Tras consultar al senado cartaginés, el más viejo de los dos sufetes dijo a los romanos que ellos mismos tomaran la decisión. Fabio dijo "guerra", y los cartagineses respondieron "aceptamos". Fue la segunda guerra púnica.

## Conquista romana
El desembarco romano en Emporion (Ampurias), en el 218 a. C., dio inicio a la presencia romana en Iberia. La toma de Qart Hadasht (209 a. C.) por Escipión el Africano fue el hecho más decisivo. Las batallas de Baecula (208 a. C.), de Ilipa, del Guadalquivir y de Carteia (206 a. C.) significaron el fin de la presencia cartaginesa en la península ibérica, manteniéndose más tiempo en las Baleares.

## Arte y cultura cartaginesa en Iberia
La influencia cartaginesa sobre las culturas ibéricas ("punicización") fue muy intensa.
- Escritura tartésica
- Escritura ibérica suroriental
- Escultura ibérica#Grupo meridional
- Arte ibérico#Andalucía

Es dudosa la determinación de la influencia púnica en las damas ibéricas del sureste peninsular, así como su cronología; mientras que no hay duda alguna del carácter púnico de las procedentes de las necrópolis cartaginesas en Ibiza.

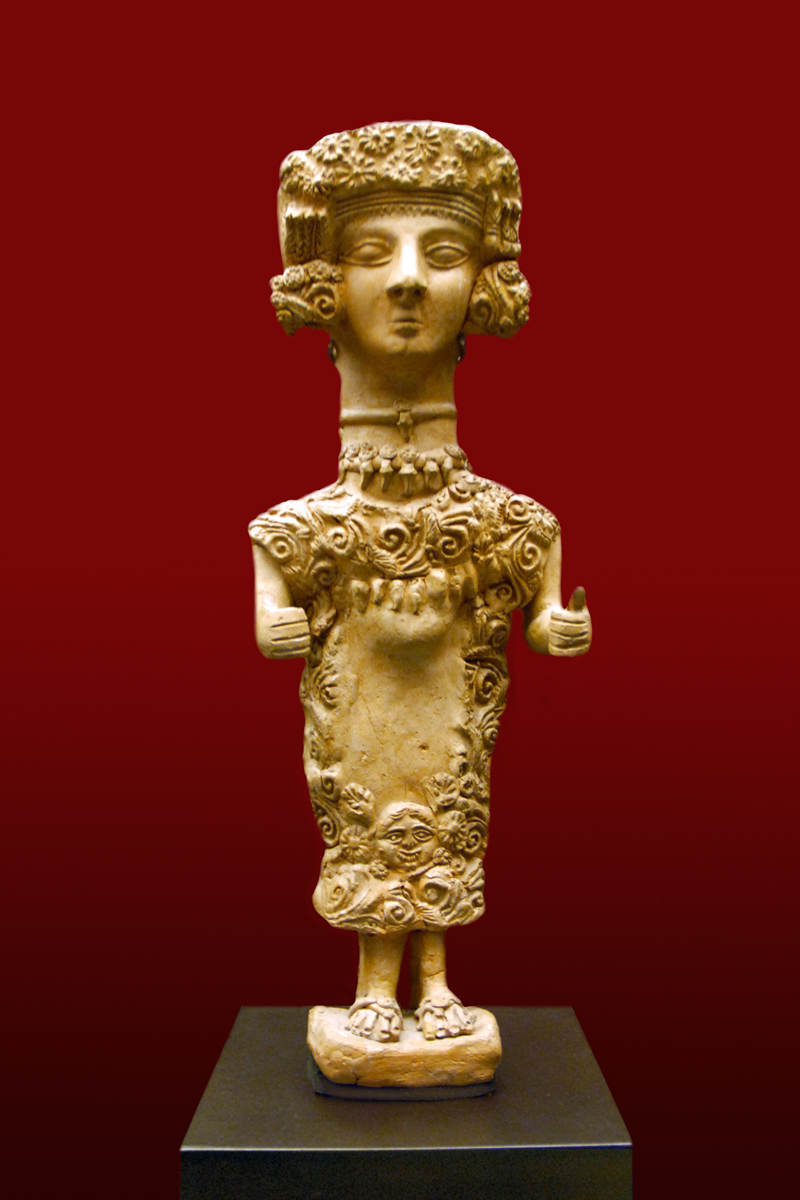
Dama de Ibiza.
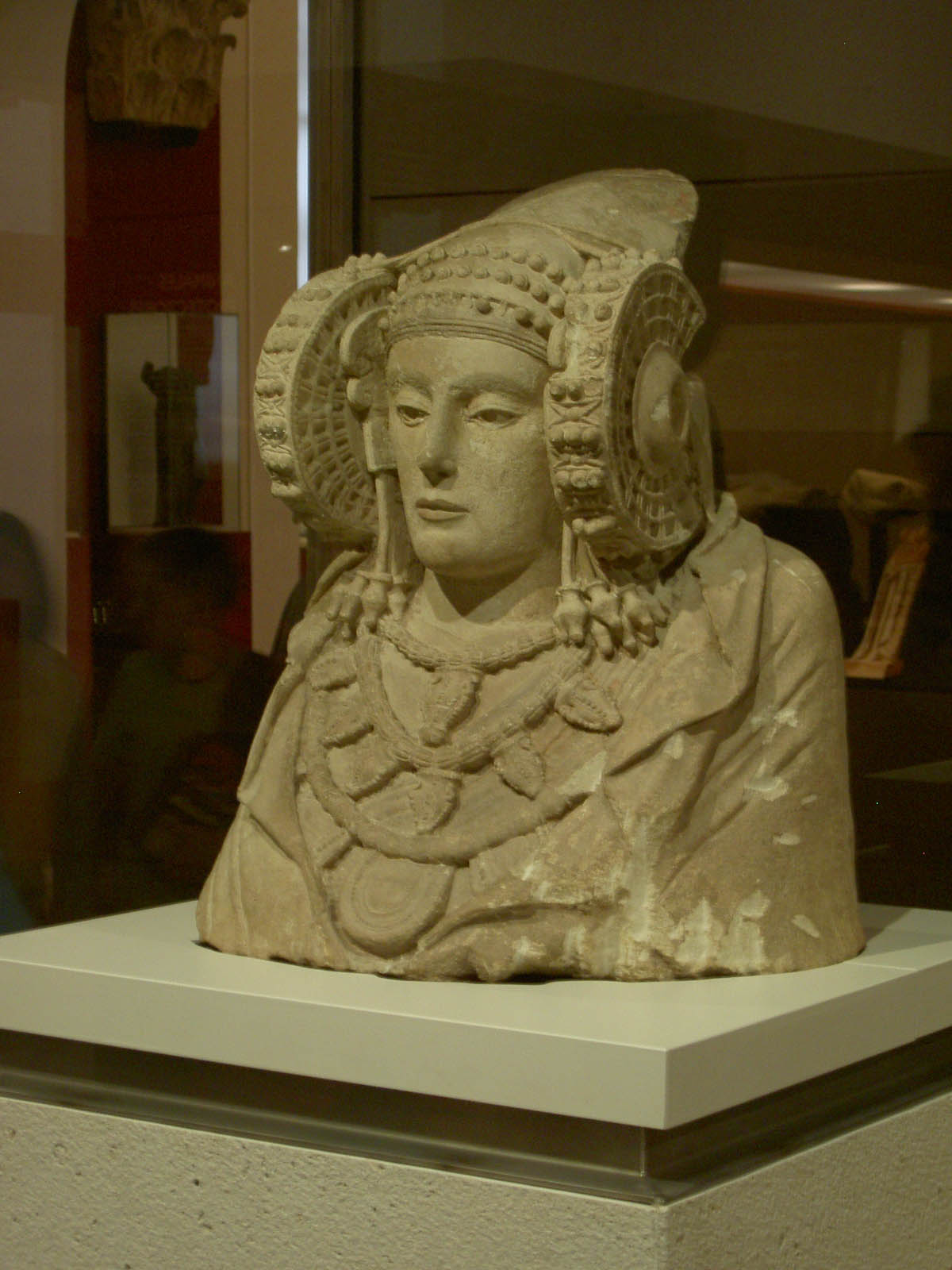
Dama de Elche.
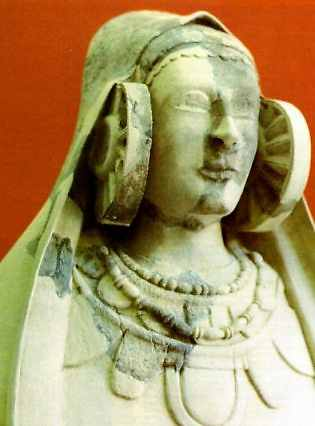
Dama de Guardamar o de Cabezo Lucero.
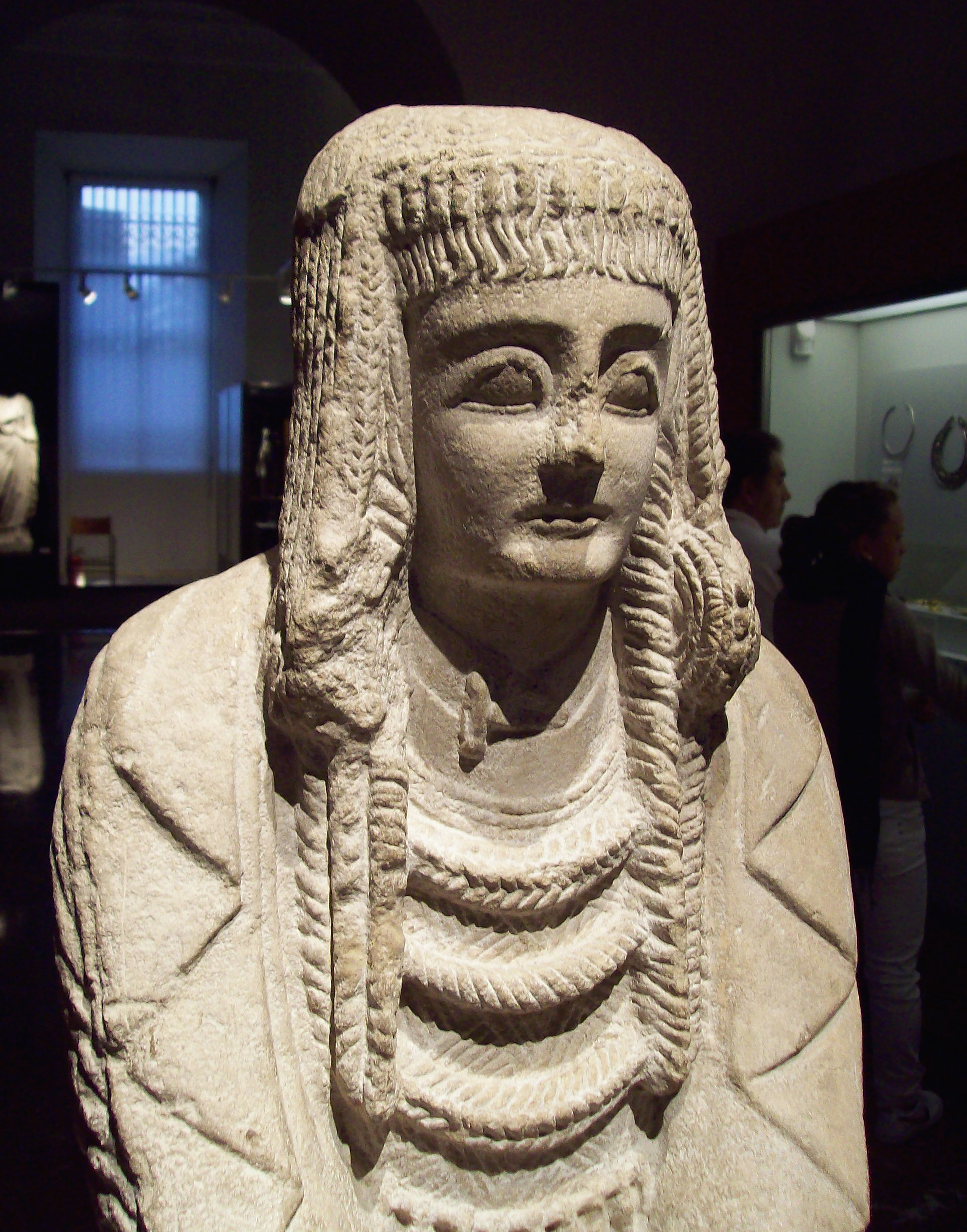
Dama oferente del Cerro de los Santos.
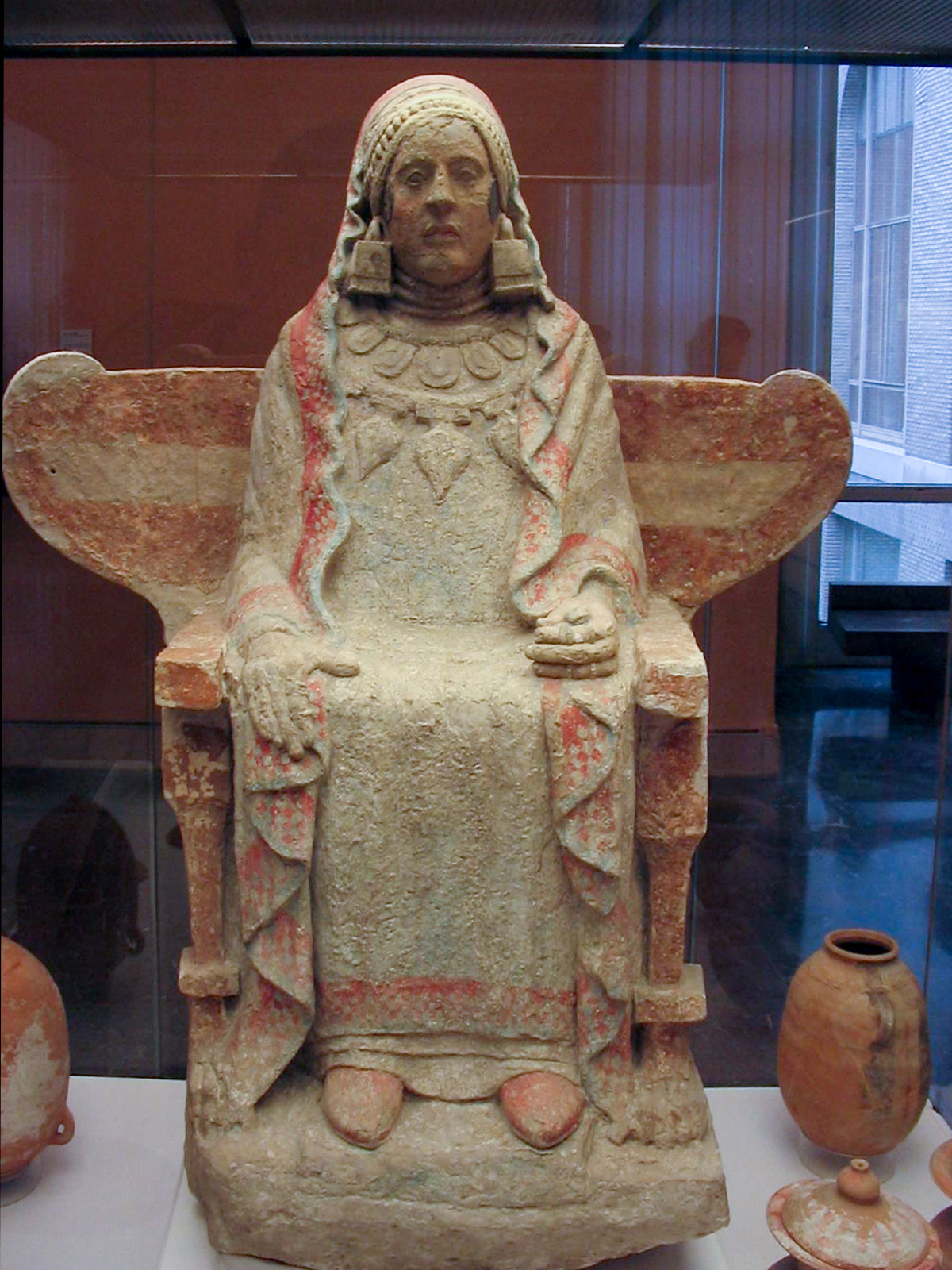
Dama de Baza.